# Chrysididae
Famille
Les Chrysididae forment une famille d'insectes de l'ordre des hyménoptères. Ces insectes sont également appelés "guêpe-coucou" .
Il s'agit d'un très grand groupe cosmopolite (plus de 3000 espèces décrites) de guêpes parasitoïdes ou cleptoparasites, souvent brillamment ornementées et colorées avec des reflets métalliques (d'où leurs nombreux noms vernaculaires : guêpe-bijou, guêpe d'or, ou encore guêpe verte). Elles sont extrêmement répandues sur tous les continents (excepté l'Antarctique), et certaines espèces sont devenues envahissantes.
De petite taille, environ 1 cm, elles se nourrissent de nectar et de pollen. Les femelles recherchent des nids d’abeilles solitaires ou d'autres guêpes, pour y pondre un œuf. La future larve dévorera les provisions qui y sont stockées pour l'hôte et l’hôte lui-même. Ces guêpes sont ainsi surnommées guêpes-coucou, en référence à l'oiseau, le Coucou gris, qui pond aussi ses œufs dans le nid d’autres espèces.

## Phylogénie de la famille
- Chrysididae
  - Cleptinae
  - clade non nommé
    - clade non nommé
      - Amiseginae
      - Loboscelidiinae

    - Chrysidinae
      - Elampini
      - clade non nommé
        - Allocoeliini
        - clade non nommé
          - Chrysidini
          - Parnopini

## Référence
- (en) James M. Carpenter, « What do we know about chrysidoid (Hymenoptera) relationships? », Zoologica Scripta, The Norwegian Academy of Science and Letters, vol. 28, nos 1-2,‎ 1999, p. 215-231 (DOI 10.1046/j.1463-6409.1999.00011.x, lire en ligne)

1. ↑  « Chryside ou "Guêpe-coucou" », sur blogspot.com (consulté le 21 août 2020).
2. ↑  Ministère de la transition écologique et solidaire, « Un coucou flamboyant », sur webzine-biodiversite.developpement-durable.gouv.fr (consulté le 23 janvier 2018)